# A38 Hajó
Az A38 Hajó egy budapesti koncerthajó, kulturális központ és étterem, egy egykori ukrán áruszállító teherhajó teljes átalakításával létrehozott kulturális intézmény és rendezvényközpont. A Dunán horgonyoz a Petőfi hídtól délre. 2003. április 30-án Maceo Parker örömkoncertjével avatták fel, és azóta Budapest egyik kedvelt és ismert szórakozóhelyévé vált.
A Hajó a Lonely Planet útikalauz szavazásán a világ legjobb bárja címet nyerte el 2011-ben.

## Nevének eredete
Az A38 Hajó eredeti neve Tripolje volt. Az A38 (Artemovszk 38) nevet onnan nyerte, hogy az Artemovszk – a korábbi nevén Artemivszk, a mai Bahmut ukrán város után – folyami szállítóhajó-osztály harmincnyolcadik egységeként készült el. A Magyar Hajózásért Egyesület hajóregisztere szerint átépítése során, 2003-ban keresztelték át Artemovszk 38-ra.

## Története
Az A38 Hajó 1968-ban épült a kijevi Lenin Hajógyárban, az Ukranszkoje Dunajszkoje Parahodsztvo, azaz az Ukrán Dunai Hajózási Társaság megrendelésére. Eredeti funkcióját tekintve önjáró kőszállító uszály volt, a Dunán látott el szállítási feladatokat. 1991-ben, a Szovjetunió felbomlásakor az Ukrán Dnyeper Hajózási Társaság tulajdonába került. A Belgrád 1999-es NATO-bombázása során megsérült hidak romjai hajózhatatlanná tették a Duna alsó szakaszát, ekkor a Tripolje szállítási feladatai is megszűntek, és a hajó a következő években a Duna-delta ukrán szakaszán vesztegelt.
A roncsként számon tartott Tripolje felújítása 2002-ben kezdődött el. A teljes külső-belső átalakítást a révkomáromi SLKB és az újpesti Ganz-Vitla végezte. A megújult hajótest belsőépítészeti kialakítására a VM Művek két építésze, Váncza László és M. Miltényi Miklós tervei alapján került sor. A másfél évig tartó átépítést követően vontatták jelenlegi helyére, a budapesti Petőfi híd budai hídfőjéhez. A belsőépítészeti munkák nagy része itt zajlott. Az átépítést követően a hajó hasznos területe 3000 m² lett. A hajó étterme 120 fő befogadására alkalmas. A hajó gyomrában található koncertterem, az egykori rakodótér, 600 fő befogadására alkalmas. Az itt található színpad területe 72 m². Ezt a kiszolgáló helyiségek mellett még 3 különböző bár egészíti ki. Az A38 Hajó ünnepélyes megnyitója 2003. április 30-án volt.
2010-ben az A38 kibővült, az eredeti hajótest mellé épült úszóművel, amelyben kiállítótér, televíziós és hangstúdió, valamint panorámaterasz kapott helyet. Az új épület szintén Váncza László tervei alapján készült. A minimalista kubusforma történeti előzménye a jellegzetes és hagyományos dunai szállítójármű, a dereglye volt.
Az új épületrészt eleve úgy alakították ki, hogy alkalmas legyen hajók gyors és biztonságos kikötésére, így 2012-ben az A38 Hajó a Budapesti Közlekedési Vállalat által indított dunai közforgalmi, menetrend szerinti hajójáratok egyik megállója lett Egyetemváros - A38 néven. (Lásd még: Budapest hajóvonal-hálózata)
2015-ben panorámastúdióval bővült az A38 Hajó. A stúdióban műsorok készülnek a Magyar Televízió M2 Petőfi TV-je számára. 2021. november 3-a óta itt készítik a Petőfi Rádió műsorait is.

## Tulajdonosi szerkezet, gazdálkodás
Az A38 Hajó magánszemélyek tulajdonában van, független kulturális intézmény. Az A38-at a Zászlóshajó Kft. üzemelteti, a kulturális programokat az A38 Nonprofit Kft. szervezi. Legfontosabb bevételi forrásai a jegyértékesítés, a vendéglátás és a televízióműsor-készítés.

## Tevékenysége
2003. április 30-tól kezdve az A38 Hajó független kulturális intézményként és szórakozóhelyként funkcionál. Az épület adottságai elsősorban zenei események, koncertek megrendezését teszik lehetővé.
Kisebbik, Dunára néző kiállító- és előadótermében kortárs képzőművészeti kiállítások és dzsessz- valamint kortárszenei koncertek zajlanak. Fontosabb képzőművészek, akik kiállítottak az A38-on: Bada Dada, Bernát András, drMáriás, Ef Zámbó István, feLugossy László, Minyó Szert Károly, Šwierkiewicz Róbert, Szigeti Tamás, Wahorn András.
2017-ben egy éven keresztül az A38 Hajó működtette a Nemzeti Kulturális Alap (NKA) könnyűzene-támogató programjának adminisztratív szervezetét, a Cseh Tamás Programirodát. 2017-2018. során az NKA népzene-támogatási programjának irodáját, a Halmos Béla Programirodát működteti.

## Fontosabb fellépők
A fellépők ABC-sorrendjében.
| Fellépő                                | Dátum               | Megjegyzés |
| -------------------------------------- | ------------------- | ---------- |
| Victor Bailey                          | 2004. november 8.   |            |
| Alexander Balanescu                    | 2004. május 19.     |            |
| Iva Bittová                            | 2005. február 10.   |            |
| Richard Bona                           | 2004. július 31.    |            |
| John Cale                              | 2006. március 4.    |            |
| Clawfinger                             | 2004. május 15.     |            |
| Esclin Syndo                           | 2010. augusztus 24. |            |
| Európa Kiadó                           | 2004. április 30.   |            |
| Ghymes                                 | 2005. március 9.    |            |
| Bill Haley's Original Comets           | 2004. március 12.   |            |
| Allan Holdsworth                       | 2005. február 16.   |            |
| Glenn Hughes                           | 2005. március 13.   |            |
| KMFDM                                  | 2010. június 23.    |            |
| Kosheen                                | 2004. december 18.  |            |
| Ladánybene 27                          | 2010. június 18.    |            |
| Juliette Lewis                         | 2010. június 4.     |            |
| Living Colour                          | 2004. március 29.   |            |
| Frank London's Klezmer Brass All-Stars | 2004. július 10.    |            |
| Mad Professor                          | 2004. április 17.   |            |
| Mitsoura                               | 2010. május 13.     |            |
| Mr. Scruff                             | 2004. április 17.   |            |
| Muzsikás együttes                      | 2005. február 23.   |            |
| Zbigniew Namysłowski                   | 2005. január 19.    |            |
| Nightmares on Wax                      | 2004. március 5.    |            |
| Tamara Obrovac                         | 2005. február 23.   |            |
| Pannonia Allstars Ska Orchestra        | 2010. május 14.     |            |
| Quimby                                 | 2005. január 20.    |            |
| Seeed                                  | 2004. május 1.      |            |
| Shantel                                | 2010. május 26.     |            |
| St. Vincent                            | 2014. október 18.   |            |
| Starset                                | 2020. február 27.   |            |
| Steve Von Till                         | 2010. július 23.    |            |
| Szászcsávási Zenekar                   | 2004. október 6.    |            |
| Tuxedomoon                             | 2004. október 22.   |            |
| Vienna Art Orchestra                   | 2004. október 24.   |            |
| The Whitest Boy Alive                  | 2010. június 22.    |            |
| Wolf Parade                            | 2010. május 6.      |            |
| Xiu Xiu                                | 2010. május 28.     |            |
| Celina (Cyberpunx 3.0)                 | 2023. október 20.   |            |

### Külső hivatkozások
- Hivatalos honlap